# Quercus hui
Quercus hui — вид дубів, ендемік Китаю.

## Морфологічна характеристика
Дерево зазвичай 5 метрів у висоту, але може досягати 15 метрів. Кора попелясто-сіра, гладка. Листки 4.5–10 × 1.5–3 см, зворотно-ланцетні, довгасто-еліптичні чи еліптично-ланцетні, товсті; верх голий і блискучий; низ безволосий, білуватий; край цільний, загорнутий униз, віддалено зазубрений біля верхівки; верхівка від загостреної до тупої; основа клиноподібна, трохи коса; ніжка листка 10–15 мм завдовжки, майже гола. Період цвітіння: квітень і травень. Жіночі суцвіття 1–2 см. Жолудь довгастий чи кулястий, обидва кінці сплющені, 15 мм завдовжки й 20 мм у діаметрі, поодинокий чи в парі; чашечка тонка, менше 1.6 см у довжину й понад 2 см ушир, з 4–6 концентричними кільцями луски, зубчастими на краю.

## Поширення
Ендемік пд.-сх. Китаю: Гуандун, Гуансі, Хайнань. Населяє вологі ліси на висотах 300–1200 метрів.